# 美国150周年纪念币
美国150周年纪念币（英語：United States Sesquicentennial coin issue）包括美国铸币局于1926年生产的两种纪念硬币，一种是银质半美元，另一种则是金质2.5美元鹰金币，旨在纪念美国独立、即独立宣言签署150周年。半美元正面刻有首任美国总统乔治·华盛顿和1926年的美国总统卡尔文·柯立芝的头像，成为首枚刻有在世总统的美国硬币。
1925年3月，联邦国会通过法案设立建国150周年世界博览会组委会，并授权该组委会以面值购买特别制作的100万枚半美元银币和20万枚2.5美元鹰金币，将之作为纪念品向公众出售来为博览会筹资。因无法同铸币局首席雕刻师约翰··辛诺克在设计上达成一致，组委会邀请费城画家约翰·弗雷德里克·刘易斯操刀。辛诺克采纳了刘易斯的设计方案，但后者的贡献却在长达40年里不为公众所知。
两种纪念币均由辛诺克设计，并且铸币局的产量都达到国会授权数，但大部分硬币都因未能售出而只能送回铸币局熔毁。辛诺克之后在设计富兰克林半美元时再度采用半美元纪念币背面的自由钟设计，但尚未看到新币面世便已辞世。

## 构想
1925年2月16日，宾夕法尼亚州联邦参议员乔治·W·佩珀（George W. Pepper）和联邦众议员乔治··达罗（George P. Darrow）分别在参众两院提出法案，建议在美国独立150周年之际发行1.5美元面值金币，还建议发行半美元纪念币和1美元纸币向独立宣言的签署致敬。众议院工业艺术与博览会委员会对此举行听证，达罗估计财政部和国会铸币与度量衡委员会都不会反对制作1.5美元金币，但事实并非如此，财政部长安德鲁·W·梅隆反对他的法案。组委会还希望纪念币上能够体现出美国经路易斯安那购地和吞并德克萨斯后国土的大幅扩张，但这些内容并没有写入最终的法案。虽然受到挫折，但组委会还是继续争取国会对1.5美元金币及其他纪念币提议的批准，并且至少坚持到了1925年8月。
1925年3月3日，联邦国会参、众两院批准法案，授权建立美国建国150周年世界博览会组委会，并准许发行100万枚半美元银币和20万枚2.5美元鹰金币，纪念美国独立、即独立宣言签署150周年。美国建国150周年纪念世界博览会计划在费城举办，由组委会负责主办工作，法案中还授权组委会以面值购买所有纪念币的独家权利。他们可以将之作为纪念品加价卖给公众，所获利润可作为博览会筹办资金。
美国美术委员会自1921年就开始对硬币设计提供建议，1925年5月，该组织书记员汉斯·卡梅尔（Hans Caemmerer）致信建国150周年世博会组委会，请他们对硬币设计提供建议，但没有得到回复。卡梅尔又于8月下旬致信美术委员会的米尔顿·梅达里（Milton Medary），询问硬币设计工作进展。梅达里在回信中表示，组委会已与费城铸币局新任首席雕刻师约翰··辛诺克（John R. Sinnock，上任首席雕刻师乔治··摩根于1925年1月逝世）取得联系，但辛诺克尚未给出令人满意的设计作品。
组委会显然对辛诺克的作品不满意，于是聘请约翰·弗雷德里克·刘易斯（John Frederick Lewis）设计纪念币。刘易斯是宾夕法尼亚美术学院院长，也是一名律师和当地有名的艺术赞助人。1925年12月8日，世博会组委会主席阿舍·贝克（Asher C. Baker）将刘易斯的草稿呈交美术委员会主席查尔斯·摩尔（Charles Moore），这份草稿已经与最终定型的半美元硬币非常相似。贝克在信中称这些是刘易斯的“硬币设计方案”，其中硬币一词采用的是复数形式，所以有可能他递交的草图中也有2.5美元鹰金币的设计。考虑到金币的实际设计与之不符，所以美术委员会要么没有批准，要么就没有作出回应。美术委员会批准了半美元的设计，但有一个条件，这些草图需由有足够能力的雕塑家转制成模型，摩尔于是在12月11日将草图交给铸币局局长罗伯特·格兰特（Robert J. Grant）。1926年3月13日，辛诺克将根据草图制作的石膏模型呈交美术委员会并获得认可，只是批准信已不可考。
1926年2月27日，辛诺克将2.5美元鹰金币的设计草图呈交美术委员会，稿件转交到委员会成员、雕塑家罗拉多·塔夫特（Lorado Taft）手上。3月26日，摩尔将委员会批准意见告知格兰特，其中还有多项建议，例如在辛诺克的草图正面增加格言（“合众为一”），去掉背面的太阳光芒等。最终这句格言刻到了纪念币背面，但太阳光芒予以保留。4月，美术委员会又批准了模型设计，并且同样提供了一些小建议。

## 设计
半美元纪念币正面带有两位美国总统的头像，分别是首任总统乔治·华盛顿和1926年时的总统卡尔文·柯立芝。安东尼·斯沃泰克（Anthony Swiatek）和沃尔特·布林（Walter Breen）曾撰写过有关美国早期纪念币的百科全书，书中认为，采用这两位总统的头像都很不恰当：“华盛顿并非1776年时大陆会议的主席，并且采用柯立芝的肖像也不合法。根据国会于1866年通过的法案，美国硬币或纸币上不得描绘在世人物的肖像，这一法律已多次遭到违反，这次也不例外。”
虽然辛诺克此前没有设计过刻有总统的硬币，但他曾在前任铸币局首席雕刻师摩根的指示下制作过多枚总统奖章。其他多位在世美国人，如弗吉尼亚州联邦参议员卡特·格拉斯（Carter Glass）的肖像也曾出现在纪念币上，但柯立芝却是唯一在世时头像刻上美国硬币的总统。硬币反面刻有自由钟，这也令150周年纪念半美元成为首枚带有私人广告的美国硬币——自由钟曾在1752年破裂，约翰·帕斯（John Pass）和约翰·斯托（John Stow）合作将之重新铸造成形。硬币正面华盛顿的头像下方还有辛诺克的姓名缩写。
斯沃泰克和布林认为，2.5美元鹰金币的正面有“浓厚的装饰风艺术风格”。硬币正面刻有自由女神，头戴自由帽，左手拿着代表獨立宣言的卷轴，右手所持火炬让人想到自由女神像。背面刻有独立厅，当年独立宣言就是在这里签署，背景则是正在上升的太阳。建筑物最左侧（硬币右侧）的上方也有辛诺克的姓名缩写。钱币交易商兼作家昆汀·戴维·鲍尔斯（Q. David Bowers）指出，金币背面的独立厅与半个世纪后的200周年纪念半美元非常相似。不过，2.5美元鹰金币的钟楼上没有时钟指针，而200周年纪念半美元上所刻的时间则是3点（未知是凌晨还是下午）。
在组委会的坚持下，铸币局生产的这些纪念币浮雕很浅，所以硬币的外观效果也很差。鲍尔斯认为：“从审美角度而言，这种（半美元）和1923年的门罗半美元都在人气排行榜上垫底”。
艺术史学家科尼利厄斯·弗缪尔（Cornelius Vermeule）对两种纪念币有更为正面的看法。他从技术层次称赞半美元的正面，称这表明铸币局已经在硬币的重新设计方面从早期实践中吸取经验。他也很钦佩背面的设计，称上面的自由钟和刻字都是“精准的珍宝”。对于2.5美元鹰金币正面所刻的自由女神身穿长袍站在地球上的形象，弗缪尔认为，辛诺“再现了19世纪的部分寓言影像”。在他看来，自由女神手持火炬和卷轴从寓意角度来说过于明显，有欠含蓄，辛诺克要到1946年设计的罗斯福10美分硬币中才为火炬找到更加恰当的位置。但是，自由女神虽然身穿古典风格长袍，但“看起来（却）更像是20世纪20年代的前卫女性”。他还认为硬币背面是美国硬币从现实主义视角对建筑物的传统演绎，之后的杰斐逊镍币（1938年）也重现了这种视角。

## 发行和影响
1926年5月19日，费城市长·弗里兰·肯德里克（W. Freeland Kendrick）在费城铸币局的特别仪式上打造了首枚150周年纪念半美元，这枚银币之后在博览会上送给了到访的柯立芝总统，如今存放在柯立芝博物馆。刘易斯错误地以为铸币局生产的前1000枚硬币上需要有特殊符号来加以区分，为此他在5月5日致信铸币局局长格兰特，建议采用“肯德里克”（Kendrick）的首字母，但由于这1000枚硬币并不需要特殊符号，所以铸币局也就没有采纳刘易斯的提议。
1926年5至6月，费城铸币局应组委会请求生产了100万零528枚半美元和20万零226枚2.5美元鹰金币，超出国会授权量的部分由该局保留，等待1927年美国化验委员会的年度检验。这种金币也是继1915年的巴拿马－太平洋2.5美元鹰金币以来第一种同面额金质纪念币。此后半个多世纪里，铸币局都没有生产过任何面额的纪念金币，直到1984年才破例为洛杉矶奥运会发行10美元纪念金币。
1926年6月1日，美国建国150周年纪念世界博览会在费城开幕，该市发行了500万美元债卷来为博览会融资。展会开幕时，许多景点的建设工作尚未完成，施工到博览会即将闭幕时仍在继续。不过，现场还是在许多科学、艺术和商业性的展览。大部分参展商都没能收回成本，主办展会的费城也是如此。鲍尔斯对此这样评价：“在美国历史上的众多交易会和博览会中，150周年纪念展的评分很低。”
博览会组委会直接负责纪念币的销售工作，邮寄销售则是由富兰克林信托公司处理。半美元银币售价1美元，2.5美元金币则是4美元。硬币销售情况不佳，组委会满以为可以把所有硬币都卖出去，事实证明这显然过于乐观。虽然前来博览会参观的人数达到600万，但共计100万枚半美元纪念币中有85万9408枚都只能送回铸币局熔毁。2.5美元鹰金币的情况类似，退回的有15万4207枚。所有硬币并非一次性退回，1930年1月时退回的半美元共计有42万枚，其余的还要晚些时候才送回铸币局。硬币经销商麦克斯·梅尔曾于1937年出版纪念币著作，书中认为“费城（当时）有超过200万人口……卖掉的硬币应该更多才对”。钱币学作家阿利·斯拉巴夫（Arlie Slabaugh）在1975年出版的纪念币主题著作中写道：“近年来，一直有说法称我们对独立和美国人的生活方式沾沾自喜——但要是从这些硬币的销售情况看，1926年时的情况肯定要糟得多！”
辛诺克之后在设计富兰克林半美元时再次采用自由钟，这种硬币于1948年铸造，但设计者已在一年前辞世。多种出版物及铸币局官方都将两种纪念币的设计功劳独归入辛诺克一人名下，直到钱币历史学家唐·塔克西（Don Taxay）在1967年出版的《美国纪念币历史图解》（An Illustrated History of U.S. Commemorative Coinage）一书中表明刘易斯的参与才改变这种情况。塔克西在书中称：“铸币局……最后故意在认定半美元的设计者时给出错误的结论”，他还写道：“或许40年后，是时候在功劳薄加上新的一行了”，“刘易斯和辛诺克应该共同拥有这份功劳”。根据理查德·约曼（Richard S. Yeoman）2015年版的《美国钱币指南手册》（A Guide Book of United States Coins），刘易斯和辛诺克都是这两种纪念币的设计者，另外，150周年纪念半美元的价格约为90美元，150周年纪念2.5美元鹰金币的售价较高，起价也有450美元左右，如果成色在谢尔顿硬币分级标准中评级较高，那么价格也可以更高一些，但已知现存的两种纪念币中有许多都属流通币成色级别。

### 脚注
1. ↑  USHouse357.
2. ↑  USSenate187.
3. ↑  USHouse357Hearings.
4. ↑  Slabaugh，第76頁.
5. ↑  Bowers，第225–226頁.
6. ↑  Taxay，第111–112頁.
7. ↑  Flynn，第350–351頁.
8. ↑  Flynn，第223頁.
9. 1 2 3  Taxay，第111頁.
10. 1 2 3 4  Flynn，第169頁.
11. 1 2 3 4 5  Bowers，第226頁.
12. 1 2  Taxay，第112頁.
13. ↑  Taxay，第112, 117頁.
14. 1 2  Swiatek & Breen，第221頁.
15. ↑  Vermeule，第171頁.
16. ↑  Swiatek，第186–187頁.
17. ↑  Flynn，第168頁.
18. ↑  Swiatek，第186頁.
19. ↑  Swiatek & Breen，第221–222頁.
20. ↑  Bowers，第643頁.
21. ↑  Swiatek，第192頁.
22. ↑  Bowers，第227頁.
23. 1 2  Vermeule，第172頁.
24. 1 2  Vermeule，第173頁.
25. ↑  Vermeule，第172–173頁.
26. 1 2  Swiatek，第187頁.
27. ↑  Bowers，第226, 228頁.
28. ↑  Bowers，第644–645頁.
29. ↑  Bowers，第227 n.1頁.
30. ↑  Mehl，第21頁.
31. ↑  Slabaugh，第73頁.
32. ↑  Taxay，第117頁.
33. ↑  Yeoman，第294–295頁.

### 文献
书籍
- Bowers, Q. David. . Wolfeboro, NH: Bowers and Merena Galleries, Inc. 1992  [2015-03-25]. （原始内容存档于2020-12-07）.
- Flynn, Kevin. . Roswell, GA: Kyle Vick. 2008. OCLC 711779330.
- Mehl, B. Max. . Fort Worth, TX: B. Max Mehl. 1937.
- Slabaugh, Arlie R.  second. Racine, WI: Whitman Publishing (then a division of Western Publishing Company, Inc.). 1975. ISBN 978-0-307-09377-6.
- Swiatek, Anthony. . Chicago: KWS Publishers. 2012. ISBN 978-0-9817736-7-4.
- Swiatek, Anthony; Breen, Walter. . New York: Arco Publishing. 1981. ISBN 978-0-668-04765-4.
- Taxay, Don. . New York: Arco Publishing. 1967. ISBN 978-0-668-01536-3.
- Vermeule, Cornelius. . Cambridge, MA: The Belknap Press of Harvard University Press. 1971. ISBN 978-0-674-62840-3.
- Yeoman, R.S.  68th. Atlanta, GA: Whitman Publishing LLC. 2014. ISBN 978-0-7948-4180-5.

其它来源
- (PDF). United States House of Representatives. 1925-02-16.
- (PDF). United States Senate. 1925-02-16.
- (PDF). United States House of Representatives: 9–10. 1925-02-18.